# Jimenez
Jimenez é um município de  terceira classe de renda municipal (d) na província Misamis Ocidental, nas Filipinas. De acordo com o censo de 1 de maio  de  2020 possui uma população de 28 909 pessoas e 7 042 domicílios.